# 지기만타스 1세 케스투타이티스

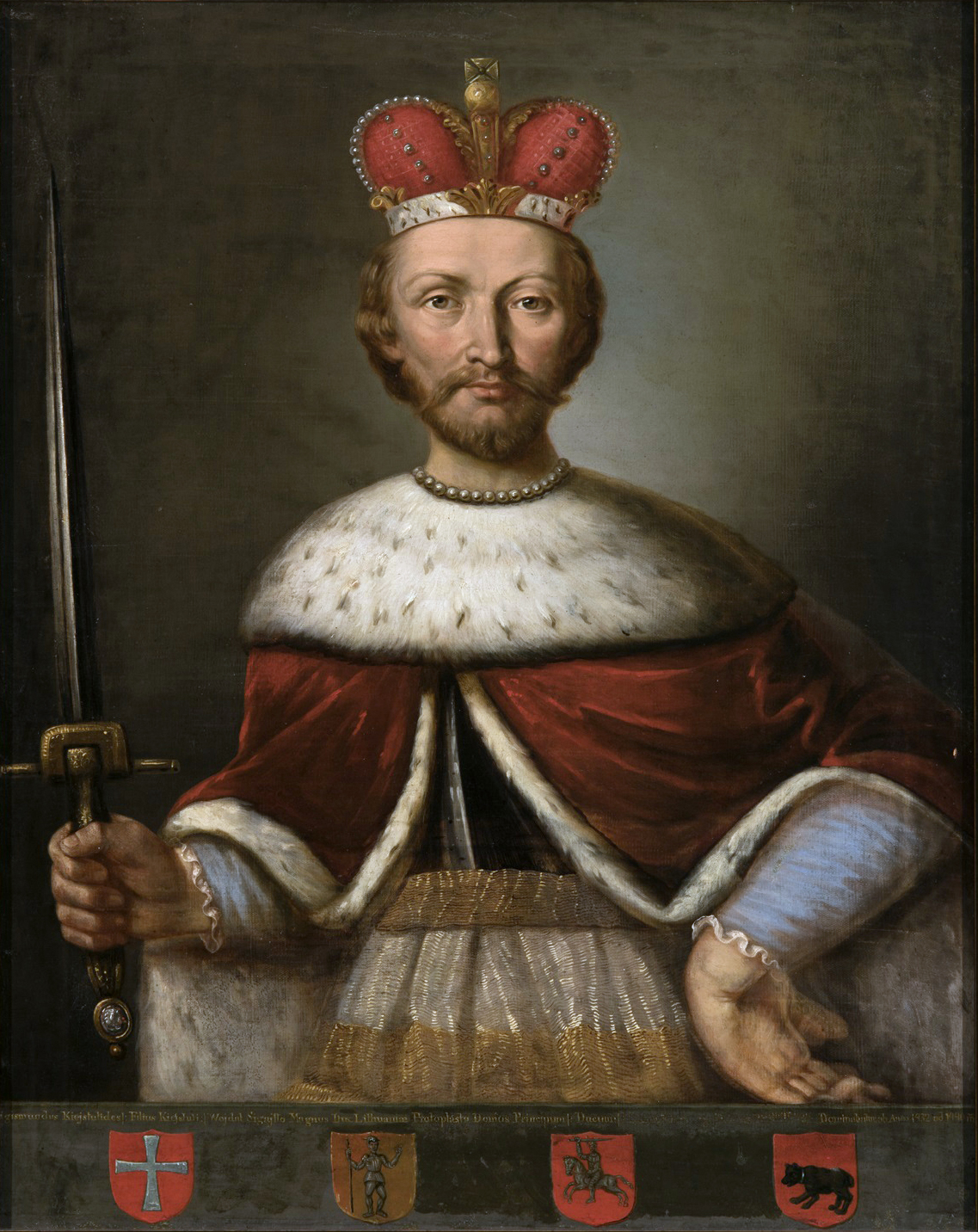
지기만타스 1세 켕스투타이티스

지기만타스 1세 케스투타이티스(리투아니아어: Žygimantas I Kęstutaitis)는 리투아니아 대공국의 대공이다. 지기만타스(Žygimantas)는 세례명이며 세례받기 이전의 이름은 알려져 있지 않았다. 그는 리투아니아 대공 케스투티스와 비루테(Birutė) 사이에 태어났다.

## 같이 보기
- 리투아니아의 군주 목록
- 벨라루스의 군주 목록